# 皐月芋網
皐月 芋網（さつき いもねっと、5月19日 - ）は、日本の成人向け漫画家。

## 概要
2011年にpixiv経由で声がかかり、デビューする。ペンネームの由来は自身のウェブサイト「satsukiimonet」に由来している。CLAMPファンであり、作品に自分の別の作品のキャラが登場するのはCLAMPから受けた影響だと述べている。

## 評価
新野安は、『ツマフェス〜兄嫁ネトラセ公認種つけ〜』について、徹底してヒロイン目線で男性の魅力が描かれており、底抜けに明るく、またヒロインの相手となる4人の男性が互いの男性器を褒め合うシーンはまるでBLのようだと述べた。また、ハーレムものの男女逆転のようだともし、近年の寝取られの流行とジェンダーの変化を背景とした傑作と評した。

## 作品

### 漫画
- LOVEこめっ（2013年5月24日、茜新社 ISBN 978-4-86-349361-2）
- おねShowTime!（2015年6月27日、茜新社 ISBN 978-4-86-349509-8）
- 都市伝説ビッチ 女子怪（2016年11月30日、キルタイムコミュニケーション ISBN 978-4-79-920978-3）
- 痴的生活（2020年3月31日、ワニマガジン社 ISBN 978-4-86-269700-4）
- ツマフェス〜兄嫁ネトラセ公認種つけ〜（2021年12月25日、ワニマガジン社 ISBN 978-4-86-269821-6）

### OVA
- 都市伝説シリーズ（メリー・ジェーン）